# Flavius Koczi
Flavius Koczi (Reșița, 26 agosto 1987) è un ginnasta romeno.
Nella sua carriera ha vinto una medaglia d'argento mondiale nel volteggio, a Londra 2009 e due titoli europei, nel 2006, a Volos, nel cavallo con maniglie e nel 2011, a Berlino, nel corpo libero.